# Rāzgardān
Rāzgardān (persiska: رازگردان, Rāstgordān, Rāstgerdān) är en ort i Iran.   Den ligger i provinsen Markazi, i den nordvästra delen av landet, 240 km sydväst om huvudstaden Teheran. Rāzgardān ligger 2 017 meter över havet och antalet invånare är 440.
Terrängen runt Rāzgardān är kuperad.Runt Rāzgardān är det ganska tätbefolkat, med 120 invånare per kvadratkilometer. Närmaste större samhälle är Khondāb, 8,8 km sydväst om Rāzgardān. Trakten runt Rāzgardān består i huvudsak av gräsmarker.